# Caliban
 Ovo je glavno značenje pojma Caliban. Za njemački metalcore sastav pogledajte Caliban (sastav).
Caliban (također Uran XVI) je prirodni satelit planeta Uran, iz grupe vanjskih nepravilnih satelita, s oko 72 kilometra u promjeru i orbitalnim periodom od 579,73 dana.